# Ákos Kozmor
Ákos Kozmor (* 8. Februar 1988 in Ungarn) ist ein ungarischer Fußballspieler auf der Position eines Stürmers.

## Karriere

### Karrierebeginn bei Haladás Szombathely
Kozmor, der einen großen Teil seiner Jugend im Nachwuchs des Eisenbahnerklubs Haladás Szombathely verbrachte, wurde bereits als 15-Jähriger in den Kader des Profiteams mit Spielbetrieb in der Nemzeti Bajnokság, der höchsten ungarischen Fußballliga, geholt. Dort gab er in der Spielzeit 2003/04 auch sein Profidebüt und agierte bis zum Saisonende in insgesamt vier Ligapartien als Ersatzspieler. Nach insgesamt nur drei Siegen aus 22 absolvierten Meisterschaftspartien stieg die Mannschaft auf dem letzten Tabellenplatz rangierend in die ungarische Zweitklassigkeit ab und Kozmor wurde wieder in den vereinseigenen Nachwuchs abgegeben, wo er fortan wieder zum Einsatz kam.
Im Februar 2005 überraschte Kozmor, der seine Karriere im Alter von sechs Jahren beim unterklassig spielenden Lurkó UFC begann, die Vereinsführung und die Fans von Haladás Szombathely gleichermaßen, als er meinte, den Verein verlassen zu wollen. Grund war vor allem, dass schon mehrere ungarische wie auch ausländische Vereine ihr Interesse am aufstrebenden jungen Stürmertalent kundtaten. Trotzdem hielt Kozmor dem Verein die Treue und spielte bis 2005 vorwiegend in der vereinseigenen Jugend. Außerdem wurde er mit dem Profiteam des Klubs Anfang des Jahres 2005 Torschützenkönig bei einem ungarischen Hallenfußballturnier. Währenddessen Kozmor im Nachwuchs aktiv war, rangierte das Profiteam am Saisonende abermals nur auf einem Abstiegsplatz innerhalb der zweiten ungarischen Fußballspielklasse. Dem Abstieg entkam man nur aufgrund dessen, dass ein aufstiegsberechtigter Drittligist auf seinen Aufstieg in die Nemzeti Bajnokság II verzichtete und ein weiterer Verein wegen Lizenzproblemen den Weg in die Drittklassigkeit antreten musste.

### Wechsel in die ungarische Hauptstadt
Aufgrund dieser Aussichtslosigkeit im Profibereich des Vereins Fuß zu fassen folgte für den jungen Kozmor kurz vor der Saison 2005/06 ein Wechsel in Ungarns höchste Fußballliga, wo er einen Vertrag beim MTK Budapest unterschrieb. Beim Hauptstadtklub konnte sich der junge Offensivakteur allerdings auch nicht wirklich durchsetzen und brachte es in der gesamten Saison auf lediglich zwei Meisterschaftseinsätze. Daneben war er vor allem in der zweiten Mannschaft des Vereins sowie im Nachwuchs aktiv. Im August 2006 folgte für den mittlerweile 18-Jährigen schließlich ein leihweiser Wechsel zurück in die zweithöchste ungarische Liga, wo er an den BFC Siófok abgegeben wurde. Dort kam er in seiner ersten Spielzeit gleich in 17 Meisterschaftspartien zum Einsatz, in denen er drei Treffer erzielte. Unter anderem erzielte er dabei am 14. Oktober 2006 beim 2:0-Heimsieg über seinen Ausbildungsverein gleich beide Tore (74. und 79. Minute). Am Meisterschaftsende schaffte er mit dem Team den direkten Aufstieg in die Nemzeti Bajnokság, wo er ebenfalls zu seinen Einsätzen kommen sollte.

### Mit dem BFC Siófok in der Nemzeti Bajnokság
Nach dem Aufstieg in die höchste ungarische Fußballliga kam er unter Antal Botos auch für den BFC Siófok in der höchsten Liga zum Einsatz. Sein Teamdebüt für den BFC Siófok in der Nemzeti Bajnokság gab er dabei ausgerechnet gegen seinen eigentlichen Stammverein, den MTK Budapest. In all den 14 Partien, die Kozmor in dieser Saison für das Team absolvierte, wurde er als Ersatzspieler eingesetzt, mit Ausnahme einer einzigen Partie, in der er über die volle Spieldauer am Rasen stand. Wie auch schon in seiner Zeit bei Haladás Szombathely und MTK Budapest blieb er auch beim BFC Siófok in seiner Zeit in Ungarns Erstklassigkeit ohne Torerfolg. Am Saisonende entkam Kozmor mit der Mannschaft nur knapp dem neuerlichen Abstieg in die Nemzeti Bajnokság II und hatte dies vor allem dem formschwachen FC Tatabánya und dem wegen Lizenzproblemen mit 0 Punkten als Fixabsteiger gewerteten FC Sopron zu verdanken. Nach dem gerade noch geschafften Klassenerhalt kehrte der junge Stürmer zu seinem Stammverein, dem MTK Budapest, zurück.

### Überraschender Wechsel ins österreichische Unterhaus
Nach den ausbleibenden Erfolgen und den geringen Aufstiegschancen in seiner Heimat beschloss Kozmor einen Wechsel nach Österreich anzutreten. Umso größer war die Überraschung, als er schließlich im unterklassigen österreichischen einen Verein fand und einen Vertrag beim damals fünftklassig spielenden ASKÖ Stinatz unterschrieb. Bei den Burgenländern avancierte er rasch zu einer wahren Größe im Angriff und galt rasch als einer der besten Stürmer in der II. Liga Süd, einer von drei parallel laufenden Staffeln innerhalb der fünfthöchsten österreichischen Spielklasse des Burgenlandes. Sein Pflichtspieldebüt für das unterklassig spielende Team aus Stinatz gab der junge Ungar bereits in der ersten Runde der Spielzeit 2008/09, als er am 10. August 2008 beim 7:0-Heimerfolg über den SC Buchschachen von Beginn an am Rasen stand. Im Laufe des Spiels bezwang er zusammen mit seinem Teamkollegen, dem ehemaligen österreichischen Regionalligaakteur Jochen Keglovits, das Team aus Buchschachen nahezu im Alleingang, indem Keglovits vier Tore erzielte und Kozmor die restlichen drei Treffer beisteuerte.
Danach hatte sein Team eine Serie von 16 ungeschlagenen Spielen in Folge (14 Siege; 2 Remis), gefolgt von einem Formeinbruch ab der 18. Runde. Über die gesamte Saison hinweg wurde Kozmor in allen 28 Ligaspielen als Stammspieler eingesetzt und rangierte mit der Mannschaft zum Saisonende mit 63 Punkten und einem Zähler von dem UFC Markt Allhau auf dem ersten Tabellenplatz. Neben dem Meistertitel der II. Liga Süd rangierte Kozmor in der Torschützenliste der Liga mit einem ordentlichen Vorsprung auf den Verfolger und ehemaligen Profifußballspieler Andreas Rosenberger (30 Tore; 20 Zweitligaspiele 1995/96 und 1996/97 für den DSV Leoben) mit 35 Treffern auf dem ersten Platz. Innerhalb seiner Mannschaft war er vor den beiden Routiniers, dem ehemaligen Regionalligaspieler Jochen Keglovits (13 Tore) und dem ehemaligen Profikicker Heimo Jani (12 Tore; 14 Zweitligaspiele für den ASKÖ Klingenbach 1994/95 und 1995/96), klar auf dem ersten Platz der vereinsinternen Torschützenliste.
In der ersten Saison nach dem Aufstieg blieb Kozmor zwar weiterhin Stammspieler in der Angriffsreihe der Stinatzer, jedoch  verringerte sich seine Trefferquote der Liga entsprechend. Bei seinen 26 absolvierten Meisterschaftsspielen für den kleinen Klub erzielte er 17 Treffer und war damit der vereinsinterne Torschützenkönig. Innerhalb der Liga belegte er zusammen mit dem späteren Regionalligaspieler und offensivstarken Hasan Duman den zweiten Platz der Torschützenliste. Torschützenkönig wurde Nihat Güzel, der ebenfalls danach in die Regionalliga eingebunden wurde, mit 21 Treffern. Einen weiteren großen Erfolg feierte er mit der Mannschaft, als er nach erfolgreicher Qualifikation zum Hallesmasters 2010, einem vom burgenländischen Fußballverband (BFV) gesponserten Hallenfußballturnier, an der Endrunde dieses Turniers teilnehmen durfte. Dort verhalf Kozmor seinem Team zum allerersten Titel in diesem Bewerb und war mit seinem Golden Goal im Finalspiel gegen die Amateure der SV Mattersburg einer der Hauptverantwortlichen für den daraus resultierenden 4:3-Erfolg. Beim Turnier, das im Januar 2010 ausgetragen wurde, wurde Kozmor unter anderem ins All-Star-Team gewählt.

### Innerhalb der Burgenlandliga zu Oberwart
Nach einer erfolgreichen Zeit beim SV Stinatz, in der er in 54 Ligaspielen beinahe ebenso viele Treffer erzielte, tätigte Kozmor einen weiteren Wechsel innerhalb Liga. Diesmal ging es für ihn bereits im Juni 2010 zur SV Oberwart, wo er einen besser datierten Vertrag unterzeichnete. Bis dato (Stand: 3. Mai 2011) kam der gebürtige Ungar in 19 Ligaspielen zum Einsatz, in denen er sieben Mal zum Torerfolg kam. Im Herbst 2010 fiel er über einen Zeitraum von mehreren Runden aus, fand aber danach wieder relativ rasch in den laufenden Spielbetrieb.

## Erfolge
mit dem BFC Siófok
- 1× Meister der Nemzeti Bajnokság II: 2007/08

mit dem ASKÖ Stinatz
- 1× Meister der II. Liga Süd: 2008/09
- 1× Torschützenkönig der II. Liga Süd: 35 Tore (2008/09)
- 2× vereinsinterner Torschützenkönig: 35 Tore (2008/09) und 17 Tore (2009/10)
- 1× Sieger des BFV-Hallenmasters 2010